# 個人情報保護士
個人情報保護士（こじんじょうほうほごし）とは、一般財団法人 全日本情報学習振興協会が設けている民間資格の称号である。

## 概要
全日本情報学習振興協会が主催する「個人情報保護士認定試験」の合格者を個人情報保護士と呼ぶ。「企業で個人情報の有効活用や管理・運用を行うことのできる知識や能力をもつ人材を認定している」とされる。
2005年の個人情報保護法全面施行に合わせ試験を開始した。
日立ソリューションズグループは、2014年時点において、1万5千人の社員の内約800人が個人情報保護士の資格を持ち、各部に課長職以上の有資格者を置いていた。

## 試験概要
第1回認定試験は2005年（平成17年）10月2日に実施された。
試験内容の概要は以下のとおり。
- 年4回、3ヶ月ごとに、北海道から沖縄まで全国20ヶ所の会場で一斉公開試験が実施されている。
- 課題1・個人情報保護の総論（個人情報保護法の背景と内容の理解）とマイナンバー分野、そして課題2・個人情報保護の対策（リスク分析・各安全管理措置）があり、それぞれ35問と15問、50問の計100問である。
- 試験方法は、択一問題による試験（マークシートを使用）。
- 試験時間は、150分（休憩なし）。
- 受験資格に制限はない。
- 受験料は、20名以上での団体申し込みに対し割引価格が適用される。
- 合格点は、課題1（マイナンバー分野を含む）・課題2、各70％以上の正答。
- 試験問題用紙は持ち帰ることができ、正答は個人情報保護士会WEBサイトで公表される。
- 合否は、試験実施約1ヶ月後に主催団体のマイページで確認できる。
- 2021年時点において、過去の平均合格率は約37パーセントである[3]。
- 主催団体は、各回試験前に「認定試験対策セミナー」を開催している。
- 合格者には約1カ月後に合格証書と認定カード（認定証）が送られるほか、認定ロゴを名刺等に使用することが認められる。また、合格者は2011年春に設立された「個人情報保護士会」に入会することができる。
- 認定カードには2年間の有効期限が記載されるが更新することができる。更新方法は、毎年の有効期限月の3ヶ月前から有効期限月の期間に更新講習をＷＥＢ上で受講し、更新料を支払うことで有効期限が2年間延長される。

（講習の受講は毎年、新しい認定カードの発行は２年ごとであることに注意）
- 平成28年度からは課題1・個人情報保護の総論の他にマイナンバー分野が新たに追加された。マイナンバー実務検定の1級と2級合格者はマイナンバー分野の問題が免除される。これにより、配点が大幅に変更された。（令和元年に同免除制度は廃止）

## 上級個人情報保護士
上級個人情報保護士又は“上級保護士”（じょうきゅうほごし）とは、全日本情報学習振興協会が、個人情報保護士認定試験合格者に対し提供するアップグレード講習会を修了した者に使用を許諾している称号である。
所定の受講料を支払った上で、2日間の講習を受講し、レポートを提出することが認定の条件とされる。
資格更新時には論文の作成と提出が求められ、合格した者のみ更新が可能となる。定期的な知識のブラッシュアップが求められる。
合格率：公表なし（２０２３年３月現在）

## 主催団体
- 名称　財団法人全日本情報学習振興協会
- 所在地　東京都千代田区神田三崎町3-7-12 清話曾ビル5階
- 事業内容　情報関連・パソコン・福祉関連の検定・講習会実施など
- 理事長　一松信（東京電機大学教授・京都大学名誉教授）

## 類似試験
個人情報保護法や個人情報保護対策に関する知識が問われる試験には、当試験の他に以下のものが存在する。
- 個人情報保護法検定 ［個人情報保護スペシャリスト認定試験］（財団法人全日本情報学習振興協会主催）
- ビジネス実務法務検定試験（東京商工会議所実施）
- 認定プライバシーコンサルタント資格（特定非営利活動法人　日本プライバシーコンサルタント協会）
- プライバシー保護検定試験（特定非営利活動法人　日本プライバシーコンサルタント協会）
- 個人情報保護オフィサー（金融業務能力検定試験：一般社団法人金融財政事情研究会主催）

なお、トーマツ環境品質研究所が「個人情報保護法実力診断」という試験を以前行っていたが、オンライン上の試験会場であるYahoo!インターネット検定のサービス終了により現在は行われていない。